# Ti spedisco in convento
Ti spedisco in convento Italia è stato un programma televisivo italiano di genere docu-reality prodotto da Fremantle per Discovery+, la cui prima edizione è andata in onda dal 4 al 18 aprile 2021 in prima serata su Real Time.
La seconda edizione del docu-reality è stata trasmessa dal 17 aprile al 15 maggio 2022, mentre la terza edizione è andata in onda dal 9 al 30 aprile 2023, con la pubblicazione in anteprima su Discovery+ di ogni puntata sette giorni prima della sua trasmissione.
Nel marzo 2024 è stata annunciata la cancellazione del programma, che non tornerà con una quarta edizione.
Il programma è la versione italiana del format britannico Bad Habits, Holy Orders in onda su Channel 5 dall'ottobre del 2017.

## Format
Un gruppo di ragazze dalla vita sregolata viene spedito in un convento gestito da suore cattoliche che dovranno aiutarle a correggere i loro comportamenti discutibili.
All'interno del convento vige il silenzio, il rispetto e la preghiera.
Le ragazze, incoscienti della loro meta, appena arrivate in convento dovranno lasciare il proprio cellulare, "normalizzare" i loro look stravaganti ed adattarsi alla vita in convento, privandosi delle loro quotidiane abitudini.
Alla fine di questo percorso spirituale, le ragazze potranno scegliere se portare le regole e la disciplina che hanno appreso in convento, o tornare sulla propria strada.

## Edizioni
| Edizione | Narrazione           | Periodo        | Periodo        | Puntate | Partecipanti | Rete       | Rete      |
| Edizione | Narrazione           | Inizio         | Fine           | Puntate | Partecipanti | Pay        | Free      |
| -------- | -------------------- | -------------- | -------------- | ------- | ------------ | ---------- | --------- |
| 1ª       | Francesca Fiorentini | 4 aprile 2021  | 18 aprile 2021 | 4       | 5            | Discovery+ | Real Time |
| 2ª       | Francesca Fiorentini | 17 aprile 2022 | 15 maggio 2022 | 6       | 6            | Discovery+ | Real Time |
| 3ª       | Francesca Fiorentini | 9 aprile 2023  | 30 aprile 2023 | 4       | 5            | Discovery+ | Real Time |

## Prima edizione
La prima edizione del docu-reality, in anteprima su Discovery+ dall'11 al 26 marzo 2021, è andata in onda su Real Time dal 4 al 18 aprile 2021 per quattro puntate (i primi due episodi con messa in onda nello stesso giorno) in prima serata di domenica. Il programma ha avuto luogo presso il convento la Culla di Sorrento della congregazione delle Suore Oblate del Bambino Gesù.

### Partecipanti
| Partecipante         | Età     | Professione | Provenienza   |
| -------------------- | ------- | ----------- | ------------- |
| Emilia "Emy" Buono   | 22 anni | Cubista     | Napoli        |
| Sofia Giaele De Donà | 22 anni | Studentessa | Conegliano    |
| Valentina Grimaldi   | 19 anni | Studentessa | Bologna       |
| Stefania Messina     | 23 anni | Studentessa | Milano        |
| Martina "Wendy" Tan  | 18 anni | Studentessa | Reggio Emilia |

### Ascolti
| Puntata | Titolo episodio           | Messa in onda  | Telespettatori | Share |
| ------- | ------------------------- | -------------- | -------------- | ----- |
| 1       | L'arrivo in convento      | 4 aprile 2021  | 816 000        | 3,2%  |
| 2       | Ora et labora             | 4 aprile 2021  | 939 000        | 4,7%  |
| 3       | I nodi vengono al pettine | 11 aprile 2021 | 678 000        | 2,5%  |
| 4       | Epilogo                   | 18 aprile 2021 | 661 000        | 2,5%  |
| Media   | Media                     | Media          | 774 000        | 3,23% |

## Seconda edizione
La seconda edizione del docu-reality è andata in onda sempre su Real Time dal 17 aprile al 15 maggio 2022. I primi due episodi sono stati pubblicati in anteprima su Discovery+ il 17 aprile 2022, mentre i restanti quattro una settimana prima della messa in onda su Real Time. L'edizione ha avuto come sede principale il convento delle Figlie del Divino Zelo del santuario di Villa Santa Maria a Trani e come sede secondaria il monastero Santa Chiara di Castellaneta delle clarisse.

### Partecipanti
| Partecipante                | Età     | Provenienza   |
| --------------------------- | ------- | ------------- |
| Nanda Alfì                  | 20 anni | Gallarate     |
| Ginevra e Beatrice Altemura | 23 anni | Piombino      |
| Ana Maria Colun             | 18 anni | Mestre        |
| Chiara Nutaj                | 23 anni | Busto Arsizio |
| Nina Venturini              | 21 anni | Carpenedolo   |

### Ascolti
| Puntata | Messa in onda  | Telespettatori | Share |
| ------- | -------------- | -------------- | ----- |
| 1       | 17 aprile 2022 | 453 000        | 2,2%  |
| 2       | 17 aprile 2022 | 423 000        | 2,8%  |
| 3       | 24 aprile 2022 | 443 000        | 2,1%  |
| 4       | 1º maggio 2022 | 450 000        | 2,3%  |
| 5       | 8 maggio 2022  | 401 000        | 2%    |
| 6       | 15 maggio 2022 | 231 000        | 1,1%  |
| Media   | Media          | 400 000        | 2,25% |

## Terza edizione
La terza edizione è stata registrata nel convento di villa San Giovanni Battista, a Roma, ed andrà in onda dal 2 aprile 2023 in anteprima su Discovery+ e dal 9 aprile 2023 in chiaro su Real Time per un totale di quattro puntate.

### Partecipanti
| Partecipante              | Età     | Provenienza      |
| ------------------------- | ------- | ---------------- |
| Dayanna "Ariel" Barreca   | 20 anni | Tor Bella Monaca |
| Tezeta Ceccherini         | 20 anni | Milano           |
| Lucy Jin                  | 19 anni | Palagonia        |
| Beatrice Ponzio           | 19 anni | Torino           |
| Francesca "Pigna" Sibilio | 19 anni | Fasano           |

### Ascolti
| Puntata | Messa in onda  | Telespettatori | Share |
| ------- | -------------- | -------------- | ----- |
| 1       | 9 aprile 2023  | 315 000        | 1,8%  |
| 2       | 16 aprile 2023 | 355 000        | 1,8%  |
| 3       | 23 aprile 2023 | 180 000        | 1%    |
| 4       | 30 aprile 2023 | 202 000        | 1,1%  |
| Media   | Media          | 263 000        | 1,42% |

## Audience
| Edizione | Rete televisiva | Rete televisiva | Anno | Stagione  | Programmazione | Programmazione | Programmazione | Programmazione | Programmazione | Programmazione | Programmazione | Telespettatori | Share |
| Edizione | Pay             | Free            | Anno | Stagione  | L              | M              | M              | G              | V              | S              | D              | Telespettatori | Share |
| -------- | --------------- | --------------- | ---- | --------- | -------------- | -------------- | -------------- | -------------- | -------------- | -------------- | -------------- | -------------- | ----- |
| 1ª       | Discovery+      | Real Time       | 2021 | primavera |                |                |                |                |                |                |                | 774 000        | 3,23% |
| 2ª       | Discovery+      | Real Time       | 2022 | primavera | 400 000        | 2,25%          |                |                |                |                |                |                |       |
| 3ª       | Discovery+      | Real Time       | 2023 | primavera | 263 000        | 1,42%          |                |                |                |                |                |                |       |